# Vanessa Fischer (Fußballspielerin, 1998)
Vanessa „Fischi“ Fischer (* 18. April 1998 in Frankfurt (Oder)) ist eine deutsche Fußballspielerin. Sie ist Torhüterin des Erstligisten Werder Bremen.

## Karriere

### Vereine
Fischer begann im Alter von sieben Jahren beim Frankfurter FC Viktoria 91 mit dem Fußballspielen und wechselte im Alter von 13 Jahren zur Jugendabteilung des 1. FFC Turbine Potsdam, der sie bis zu ihrem 17. Lebensjahr angehörte.
Für die B-Jugendmannschaft bestritt sie 2012/13 vier, 2013/14 13 und 2014/15 zwei Punktspiele in der Staffel Nord/Nordost der B-Juniorinnen-Bundesliga. Am 31. Mai 2014 in Essen dem FC Bayern München noch mit 0:1 im Finale unterlegen, gewann sie mit ihrer Mannschaft am 30. Mai 2015 in Bremen das Finale gegen Werder Bremen mit 3:1.
Noch als B-Jugendspielerin rückte sie in den Kader der Ersten Mannschaft auf und gab ihr Pflichtspieldebüt im Seniorinnenbereich am 27. September 2014 beim 8:0-Sieg in der Zweitrundenbegegnung des DFB-Pokal-Wettbewerbs beim Viertligisten Germania Hauenhorst, bevor sie am 28. August 2015 (1. Spieltag) bei der 1:3-Niederlage im Auswärtsspiel gegen den FC Bayern München auch in der Bundesliga debütierte – ihr erstes von zwei Saisonspielen. In den folgenden sechs Saisons wurde sie insgesamt 55 Mal eingesetzt.
In der Zweiten Mannschaft wurde sie in ihrer Premierensaison 2014/15 in acht Punktspielen in der Staffel Nord der seinerzeit zweigleisigen 2. Bundesliga eingesetzt, für die sie am 26. Oktober 2014 (6. Spieltag) im torlosen Spiel beim 1. FC Lübars, dem späteren Meister, der jedoch aus finanziellen Gründen auf den Aufstieg verzichtete, begann. In drei aufeinander folgenden Saisons bestritt sie weitere 19 Punktspiele sowie jeweils eines 2018/19 und 2020/21, als sie die Zweitvertretung unterstützte. Letztmalig unterstützte sie die Zweitvertretung am 3. April 2022 (13. Spieltag) beim 2:0-Sieg im Auswärtsspiel gegen Türkiyemspor Berlin in der drittklassigen Regionalliga Nordost.
Zur Saison 2025/26 schloss sie sich Werder Bremen an.

### Auswahl-/Nationalmannschaft
Als Spielerin der U18-Auswahlmannschaft des Fußball-Landesverband Brandenburg kam sie vom 1. bis 3. Oktober 2015 in drei Spielen um den Länderpokal zum Einsatz. Für den DFB kam sie in den Nachwuchsnationalmannschaften der Altersklassen U15, U16, U17, U19 und U20 zu insgesamt 25 Länderspielen.
Ihr Debüt als Nationalspielerin gab sie am 2. November 2012 beim 3:1-Sieg im Freundschaftsspiel über die U15-Nationalmannschaft Schottlands. Für die U16-Nationalmannschaft wurde sie dreimal eingesetzt, zweimal im Turnier um den Nordic Cup, der im Finale gegen den Gastgeber Schweden mit 3:0 errungen wurde.
Mit der U17-Nationalmannschaft nahm sie an der vom 22. Juni bis 4. Juli 2015 auf Island ausgetragenen Europameisterschaft teil, bestritt das erste und dritte Spiel der Gruppe A sowie das mit 0:1 gegen die Auswahl der Schweiz verlorene Halbfinale.
Für die U19-Nationalmannschaft bestritt sie von 2015 bis 2017 13 Länderspiele, davon jeweils drei in den EM-Qualifikationsspielen 2015 und 2017, sowie eins (gegen die Auswahl Österreichs) in der Endrunde 2016 und drei in der Endrunde 2017, in der sie mit der Mannschaft bis ins Halbfinale vordringen konnte, das jedoch mit 1:2 gegen die Auswahl Frankreichs verloren wurde. Im März, April und Juli schlossen sich noch drei in Freundschaft ausgetragene Länderspiele gegen die Auswahl der US-Amerikanerinnen (2:1 und 1:0) und Ungarns (3:0) an.
Für die U20-Nationalmannschaft bestritt sie im Jahr 2018 fünf Länderspiele, drei davon im Turnier der Weltmeisterschaft. Nach ihrem ersten und zweiten Spiel der Gruppe D wurde sie auch bei der 1:3-Viertelfinalniederlage gegen die Auswahl Japans eingesetzt.

## Erfolge
Nationalmannschaft
- Nordic-Cup-Sieger 2014 (mit der U16-Nationalmannschaft)

Verein
- Deutscher B-Juniorinnen-Meister 2015, Finalist 2014